# Убийства по открыткам
«Убийства по открыткам» (англ. The Postcard Killings) — британо-американский фильм 2020 года режиссёра Даниса Тановича. Фильм основан на романе 2010 года «Убийства по открыткам» Джеймса Паттерсона и Лизы Марклунд. В США фильм вышел 13 марта 2020 года.

## Сюжет
Действие начинается в Европе, где орудует маньяк-убийца. Он отправляет в полицию открытки с мест своих преступлений. Одной из жертв убийцы вместе со своим парнем становится дочь Джейкоба Кэнона, детектива из Нью-Йорка, который постарается найти маньяка и отомстить за убийство дочери.

## В ролях
- Джеффри Дин Морган — Джейкоб Кэнон[3]
- Фамке Янссен — Валери Кэнон
- Каш Джамбо — Десси Ломбард
- Йоахим Круль — инспектор Бублиц
- Стивен Макинтош — Руперт Пирс
- Наоми Баттрик — Сильвия
- Руаири О’Коннор — Мак
- Дэнис О’Хэр — Саймон Хейсмит
- Эва Рёзе — Агнет Хоглунд
- Лукас Лугрэн — детектив Эверт Риддерволл
- Дилан Девонолд Смит — Питер
- Салли Хармсен — Нинке
- Орла О’Рурк — Нэнси
- Кристофер Пайззи — Чарльз Хардвик
- Тим Ахерн — Билл Браун

## Критика
На сайте Rotten Tomatoes фильм имеет рейтинг 23% «свежести» на основе 22 рецензий кинокритиков. На Metacritic фильм имеет 29 баллов из 100 на основе 4 рецензий кинокритиков. На «Критиканстве» фильм собрал 52 балла из 100 возможных, на основе 5 рецензий.

## Продолжение
В мае 2024 был анонсировано продолжение «Убийство по открытке». Ренни Харлин назначен режиссером, а Морган и Янссен вновь сыграют свои роли. Съёмки начнутся осенью 2024 года в Лондоне, Мадриде, Флоренции и Латвии.